# Ciudad Universitaria «Dr. Fabio Castillo Figueroa»
La Ciudad Universitaria "Dr. Fabio Castillo Figueroa", también conocida como Campus Central, Sede Central o Unidad Central, es el principal emplazamiento de la Universidad de El Salvador (UES), que alberga a sus órganos de gobierno, y los edificios administrativos, de aulas, de laboratorios y bibliotecas de sus nueve facultades ubicadas en la capital salvadoreña. En ella se encuentran también la Biblioteca Central de la UES, la radio YSUES, la Editorial Universitaria, la Librería Universitaria, entre otras entidades.
Se ubica al norte de San Salvador, ciudad capital de El Salvador, al final de la Veinticinco Avenida Norte o "Avenida Héroes y Mártires del 30 de julio de 1975", justo donde confluyen la Autopista Norte y el Bulevar de los Héroes, tres de las principales vías de San Salvador. Es el campus más extenso de El Salvador y uno de los que cuenta con más áreas verdes del Área Metropolitana de San Salvador.
En sesión extraordinaria del 20 de octubre de 2017, el Consejo Superior Universitario (CSU) de la UES acordó designar a su campus central con el nombre de su exrector, Dr. Fabio Castillo Figueroa, como reconocimiento a su incansable labor de luchador y patriota.

## Historia

### Antecedentes
El 2 de febrero de 1841, dos años después de desarticulada la República Federal de Centroamérica, el Estado salvadoreño, que era el único que oficialmente seguía perteneciendo al desaparecido país, se convence que la reunificación centroamericana es un proyecto que deberá esperar, por lo que decide proclamar formalmente su separación de la extinta federación centroamericana por medio de la Asamblea Constituyente reunida del 23 de junio de 1840 al 19 de febrero de 1841 para redactar una nueva constitución que organice jurídica y políticamente el nuevo Estado independiente y que, por tanto, abrogue la anterior constitución del 12 de junio de 1824, la cual definía al territorio salvadoreño como un ente federado a la otrora unión centroamericana.
En sesión plenaria del 16 de febrero de 1841, esta Asamblea Constituyente, dos días antes de emitir la nueva constitución que daría una norma fundamental al Estado, aprueba el decreto legislativo que establece la erección de una universidad como elemento fundamental para la libertad en un sistema republicano. Este documento resulta ser el certificado de nacimiento de la Universidad de El Salvador. El mismo decreto legislativo le proporciona a la UES, como edificio que la albergará, el antiguo Convento Católico de San Francisco, ubicado en la cuadra en donde hoy se encuentra el Mercado de Artesanías Excuartel, entre la Calle José Matías Delgado y la Octava Avenida Norte, en el centro histórico de San Salvador. En la fachada principal de este local se leía la inscripción "El General de la Universidad". El 4 de junio de 1846, durante el gobierno del presidente Eugenio Aguilar, se ordenó la construcción de un edificio propio para la UES.
El 31 de julio de 1853 el gobierno del presidente Francisco Dueñas inauguró el primer edificio construido con la intención de que fuera ocupado por la UES. Sin embargo, dicha edificación fue destruida por el terremoto que asoló a la capital el 16 de abril de 1854. Ante esta calamidad pública, el presidente José María San Martín ordenó el 10 de julio de 1854 el traslado de la UES a San Vicente, donde permanecería durante cuatro años; pero el presidente Gerardo Barrios ordenó su regreso a San Salvador el 16 de septiembre de 1858, reiniciando las actividades en una casa particular hasta el 9 de abril de 1861, cuando fue inaugurado el antiguo edificio reconstruido.
Un nuevo terremoto que azotó a la capital el 19 de marzo de 1873 destruyó el edificio que había estado ocupado por la UES desde 1861. A raíz de este nuevo desastre natural, la UES se instaló provisionalmente en el antiguo Palacio Nacional que sería consumido por un incendio el 19 de noviembre de 1889, aunque después andaría errante por diversos locales. Posteriormente el gobierno del presidente Rafael Zaldívar decidió ceder permanentemente a la alma mater una nueva edificación valorada en más de 25000 pesos y que estaba destinada originalmente para alojar una casa de huérfanos, mediante Acuerdo Ejecutivo del 18 de septiembre de 1878, publicado en el Diario Oficial N.º 223, Tomo N.º 5, del 20 de septiembre de 1878. Este edificio de estilo neoclásico se encontraba ubicado al norte del Palacio Nacional, entre la ahora Avenida España y la Calle Rubén Darío, al costado oeste de la Catedral Metropolitana de San Salvador. Pese a que ya era un edificio especialmente destinado a la institución educativa, pronto resultaría ser insuficiente para albergar a la UES, y ya para la década de 1920 se hablaba de un nuevo espacio para poder construir los edificios de la UES.

### La Ciudad Universitaria
En abril de 1936 el gobierno del presidente Maximiliano Hernández Martínez ordenó buscar y comprar un terreno para construir una Ciudad Universitaria. El 12 de octubre de 1937 se decidió adquirir la hacienda o "Finca San Carlos", pero como no tenía buen acceso, se abrió el Parque Escobar, donde se ubicaría después el Hospital de Maternidad, y se prolongó la Veinticinco Avenida Norte con la denominación de Avenida Universitaria, aunque después llevaría el nombre del doctor José Gustavo Guerrero. El 4 de diciembre de 1937 los apoderados legales de la UES firman el contrato de compraventa de veinte manzanas de la Finca San Carlos para construir en ese terreno la futura Ciudad Universitaria. Un poco más tarde, en julio de 1949, la UES compró al Instituto de Vivienda Urbana otra parte de la Finca San Carlos; y en 1966 realizó una nueva adquisición de terreno.
Por otra parte, en 1949 se iniciaron los trabajos de construcción de la Ciudad Universitaria en el antiguo terreno de la Finca San Carlos.
En la Ciudad Universitaria, a principios de 1955, ya se había concluido con la construcción de los dos edificios del Instituto Tropical de Investigaciones Científicas; y en junio de ese mismo año, finalmente, se entregó también el edificio de la Facultad de Jurisprudencia y Ciencias Sociales completamente terminado.
Para finales de los años 60 y principios de los 70, las diferentes oficinas de la UES se terminaron de instalar y comenzaron a funcionar en la nueva Ciudad Universitaria que demoró varios años en ser construida.
La infraestructura de la UES fue seriamente dañada por el terremoto del 10 de octubre de 1986. En el campus central de la UES quedaron destruidas casi en su totalidad las Facultades de Ciencias Económicas, de Odontología y de Química y Farmacia, en tanto que otras cinco resultaron con daños graves, además de la Administración Central. Los daños económicos en la UES ascendieron a 89 millones de colones.
En la gestión de la rectora María Isabel Rodríguez (1999-2007) se firmaron acuerdos de cooperación con el gobierno del presidente Francisco Flores y se obtuvo un préstamo de $25 000 000 a través del BCIE para la reconstrucción de la infraestructura de la alma mater, como resultado de negociaciones iniciadas por la UES con el gobierno del presidente Armando Calderón Sol durante la gestión del rector José Benjamín López Guillén (1995-1999).
Entre 2001 y 2002 se construyó el Complejo Deportivo de la Universidad de El Salvador, uno de los escenarios universitarios más modernos y complejos del país y Centroamérica, donde se disputaron los XIX Juegos Centroamericanos y del Caribe. La UES se convirtió en la Vía Olímpica Centroamericana, dejando como legado una moderna infraestructura y un complejo deportivo que ninguna otra universidad salvadoreña posee.

### El antiguo edificio de la UES
El antiguo edificio de la UES, que estaba ubicado en el centro histórico de la capital salvadoreña, fue cedido permanentemente a la alma mater el día 18 de septiembre de 1878 por el gobierno del presidente Rafael Zaldívar.
En el Diario Oficial N.º 1, Tomo N.º 6, del 1 de enero de 1879, se publicó la siguiente descripción de la inauguración del antiguo edificio de la UES:

Universidad Central
En la mañana de hoy se verifica la apertura del año escolar de 1879, inaugurándose el nuevo edificio que se ha construido para la Universidad Central.
Asisten al acto el Señor Presidente con los Señores Ministros, el Tribunal Supremo de Justicia, los funcionarios y empleados públicos y las corporaciones civiles y militares.— Pronuncia el discurso de estilo el Señor Licenciado Don Hermógenes Alvarado.

Daremos cuenta del acto en el siguiente número.

Y fue así que en el Diario Oficial N.º 3, Tomo N.º 6, del 3 de enero de 1879, se publicó una columna editorial donde se describían los pormenores de la ceremonia oficial de inauguración de la nueva edificación que se había destinado para ser la sede de la UES.
El antiguo edificio de la UES, cedido permanentemente por el gobierno del presidente Rafael Zaldívar el 18 de septiembre de 1878, fue consumido por un incendio desatado en la noche del 9 de noviembre de 1955. A raíz de este siniestro, la UES se instaló en el antiguo edificio de las Madres del Sagrado Corazón, el cual era un colegio católico. Conmocionado por esta tragedia, el parlamento salvadoreño declaró un día de duelo nacional por la destrucción del antiguo edificio de la UES, mediante Decreto Legislativo N.º 1980, del 10 de noviembre de 1955, publicado en el Diario Oficial N.º 208, Tomo N.º 169, del 11 de noviembre de 1955.

## Organismos universitarios
Además de los edificios de aulas, auditorios, laboratorios y otros para la realización de las actividades académicas, la Ciudad Universitaria de la UES aloja las siguientes instituciones académicas:
- Administración de la UES
- Asamblea General Universitaria (AGU)
- Consejo Superior Universitario (CSU)
- Defensoría de los Derechos Universitarios
- Facultad de Jurisprudencia y Ciencias Sociales
- Facultad de Ciencias y Humanidades
- Facultad de Ciencias Económicas
- Facultad de Ciencias Naturales y Matemática
- Facultad de Ingeniería y Arquitectura
- Facultad de Química y Farmacia
- Facultad de Ciencias Agronómicas
- Facultad de Medicina
- Facultad de Odontología
- Biblioteca Central
- Editorial Universitaria
- Librería Universitaria
- Secretaría de Investigaciones Científicas
- Instituto de Estudios Históricos Antropológicos y Arqueológicos
- Centro de Estudios de Género de la UES
- YSUES Radio Universitaria
- Centro de Enseñanza de Idiomas Extranjeros de la UES
- Secretaría de Arte y Cultura
- Teatro Universitario
- Secretaría de Proyección Social de la UES
- Secretaría de Bienestar Universitario
- Complejo Deportivo de la UES
- Estadio Universitario Héroes y Mártires del 30 de julio de 1975
- Club Deportivo Universidad de El Salvador